# Dear Prudence
«Dear Prudence» (de l'anglès, "Estimada Prudence") és una cançó del grup britànic de rock The Beatles publicada l'any 1968 al seu àlbum doble homònim. Va ser escrita per John Lennon, però acreditada a Lennon/McCartney.
El 1987, el manuscrit original de Lennon va ser subhastat per 19.500 dòlars.

## Origen
La cançó està dirigida a Prudence Farrow, germana de Mia Farrow, que estava present al curs de meditació de Maharishi Mahesh Yogi a l'Índia a principis del 1968, és a dir, quan els Beatles el van visitar. Prudence, concentrada en la meditació, amb prou feines va sortir de la seva habitació durant la visita de la banda. Lennon, preocupat per l'estat anímic d'ella, va escriure la cançó convidant-la a "sortir a jugar" ("come out to play"). Al contrari que els Beatles (que van deixar el curs i van marxar), Prudence, entre d'altres persones com Mike Love dels Beach Boys, es va quedar i es va convertir en professora de meditació transcendental.

## Gravació
Al Igual que a «Back in the U.S.S.R.», Paul McCartney toca la bateria, ja que poc abans Ringo Starr havia abandonat el grup degut a que creia que el seu paper en la banda era molt petit comparat amb els altres membres, i estava cansat d'esperar durant les llargues sessions d'enregistrament. Starr va tornar al cap de dues setmanes, després de les contínues peticions dels seus companys, i es va trobar la bateria decorada amb flors vermelles, blanques i blaves, com a regal de benvinguda de George Harrison.
La cançó està en la tonalitat de Re, una de les més comunes per a l'estil fingerpicking (tocar la guitarra amb els dits, sense pua).
La cançó va ser gravada als Estudis Trident de Londres, durant els dies 28, 29 i 30 d'agost de 1968.

## Personal
- John Lennon: Veu, cors, guitarra rítmica (Epiphone Casino)
- Paul McCartney: Cors, bateria (Ludwig Super Classic), pandereta, baix (Rickenbacker 4001s), piano (Bechstein #44064 Grand), flugelhorn
- George Harrison: Cors, guitarra principal (Gibson SG Standard), picades de mans
- Malament Evans: Cors, picades de mans
- Jackie Lomax: Cors, picades de mans
- John McCartney: Cors, picades de mans

Personal segons Mark Lewisohn